# Jagdstaffel 52

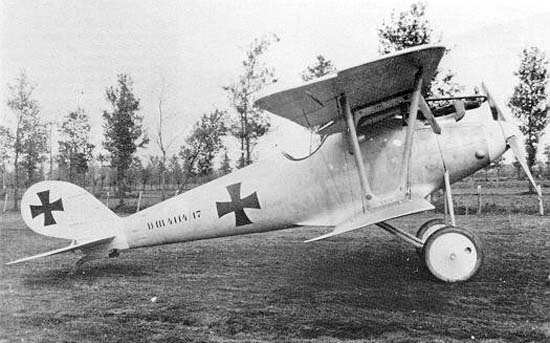
Pfalz D.III

Jagdstaffel 52 – Königlich Preußische Jagdstaffel Nr. 52 – Jasta 52 – jednostka lotnictwa niemieckiego Luftstreitkräfte z okresu I wojny światowej.

## Informacje ogólne
Jednostka została utworzona 27 grudnia 1917 roku we Fliegerersatz Abteilung Nr. 7 w Brunszwik. Pierwszym dowódcą eskadry został ppor. Paul Billik z Jagdstaffel 7. Zdolność operacyjną jednostka uzyskała 9 stycznia 1918 roku. 14 stycznia jednostka została przeniesiona do obszaru 6 Armii i stacjonowała na polowym lotnisku w Pecq w departamencie Nord w Nord-Pas-de-Calais. Pozostając ciągle pod dowództwem 6 Armii eskadra była przenoszona na różne lotniska Provin, Gondecourt, Auchy, Toupes, Hove. Billik pozostawał dowódcą jednostki do 10 sierpnia 1918 roku, kiedy został zestrzelony i dostał się do niewoli. Wówczas na dowódcę eskadry został przydzielony porucznik Berendonck z Jasta 74.
Eskadra walczyła między innymi na samolotach Pfalz D.III.
Jasta 52 w całym okresie wojny odniosła ponad 42 zwycięstw nad samolotami nieprzyjaciela. W okresie od stycznia 1918 do listopada 1918 roku jej straty wynosiły 8 zabitych w walce, 1 pilot w niewoli oraz 2 rannych.
Łącznie przez jej personel przeszło 3 asów myśliwskich:
- Paul Billik (1),
- Hermann Juhnke (5),
- Marat Schumm (5).

## Dowódcy Eskadry
| Stopień   | Nazwisko    | Okres                   |
| --------- | ----------- | ----------------------- |
| Porucznik | Paul Billik | 27.12.1917 – 10.08.1918 |
| Porucznik | Berendonck  | 10.08.1918 – 11.11.1918 |